# 豪斯多夫悖論
豪斯多夫悖論是數學上一個以費利克斯·豪斯多夫命名的悖論，這悖論牽涉了{\displaystyle {\ S^{2}}}上的三維球{\displaystyle {R^{3}}}。這悖論指出，若將特定的可數子集從{\displaystyle {\ S^{2}}}上移除的話，那剩下的部分可分成三個不相交的集合{\displaystyle A}、{\displaystyle B}與{\displaystyle {C}}，其中{\displaystyle A}、{\displaystyle B}、{\displaystyle {C}}與{\displaystyle {B\cup C}}都彼此全等；特別地，這指出在{\displaystyle {\ S^{2}}}上，不存在定義於所有子集上且具有有限可加性的測度使得所有全等子集的測度彼此相等，而這是因為若有這樣的測度的話，那麼{\displaystyle {B\cup C}}就會同時是整個球的非零測度的{\displaystyle 1/3}、{\displaystyle 1/2}及{\displaystyle 2/3}。
這悖論最早於1914年出現於《Mathematische Annalen》及豪斯多夫同年出版的著作《集合論基礎》當中；而更加有名的巴拿赫-塔斯基定理，其證明基於豪斯多夫的想法，而這悖論的證明基於選擇公理。
這悖論指出，沒有任何有定義於球面上的限可加的測度，其值對所有彼此全等的子集相等（豪斯多夫同時也證明了沒有可以定義於所有子集上的可數可加測度），而球旋轉所構成的群的結構在此扮演了關鍵角色─而這敘述在平面或線段上不成立；事實上，巴拿赫後來證明說，對歐幾里得平面上的所有有界子集而言，定義一個使得所有彼此全等的子集都有著相等的測度的「面積」是可能的（這點對實數線上的「長度」一樣成立）；然而這個巴拿赫測度僅具有有限可加性，因此這不是完全意義上的測度，但對於「使得所有彼此全等的子集都有著相等的測度」這性質而言，這測度與勒貝格測度相等，而這表示說兩個在平面或實數上等可分解的（equi-decomposable）開集具有相同的面積。

## 註解
1. ↑  Stefan Banach, "Sur le problème de la mesure" （页面存档备份，存于）, Fundamenta Mathematicae 4: pp. 7–33, 1923; Banach, "Sur la décomposition des ensembles de points en parties respectivement congruentes" （页面存档备份，存于）, Theorem 16, Fundamenta Mathematicae 6: pp. 244–277, 1924.

## 延伸閱讀
- Hausdorff, Felix. . Mathematische Annalen. 1914, 75: 428–434  [2022-07-14]. doi:10.1007/bf01563735. （原始内容存档于2022-02-14）. (Original article; in German)
- Hausdorff, Felix. . 1914 （德语）.

## 外部連結
- ProofWiki上的豪斯多夫悖論 （页面存档备份，存于）